# Дюба-дюба
«Дюба-дюба» — художественный фильм 1992 года режиссёра Александра Хвана, драма, снят по сценарию Петра Луцика и Алексея Саморядова.
Производство компаний «АСК», «Интеркросс» и Киностудии им. М. Горького.
Фильм попал в основную программу Каннского кинофестиваля 1993 года.

## Сюжет
Авторами фильма выбран эпиграф из 1-го послания к коринфянам апостола Павла: «Говорю вам тайну: не все мы умрём, но все изменимся».
Действие происходит в СССР времён распада. У студента ВГИКа Андрея Плетнёва жизнь складывается вполне успешно, но он совершает тяжкое преступление, чтобы достать деньги на побег из тюрьмы своей бывшей возлюбленной, однако их встреча после успешного бегства, не приносит счастья — за годы разлуки они стали друг для друга чужими людьми. Через весь фильм красной строкой проходит популярная тема тех времён — эмиграция «в Америку» (Андрей собирается как-либо уехать туда и предлагает Татьяне сделать то же).
После очередного нервного срыва Татьяна, не таясь, приходит к дому своего любовника Коли и попадает в руки милиции. Отчаявшийся Андрей ищет случай отомстить сопернику, приходит к нему для выяснения отношений, но, получив тяжёлое ранение ножом, взрывает всю квартиру гранатой.

## В ролях
- Олег Меньшиков — Андрей Плетнёв
- Анжела Белянская — Таня Воробьёва
- Григорий Константинопольский — Виктор
- Александр Тютин — Игорь
- Александр Негреба — Коля
- Виктор Тереля — Олег
- Владимир Головин — охранник
- Георгий Тараторкин — адвокат
- Роман Греков — Марат
- Рамиль Сабитов — татарин
- Фархад Махмудов — Джаник

В эпизодах:
- Валентина Ананьина — хозяйка притона
- Виталий Яковлев — вестник
- Александр Коданев — доктор
- Виталий Вашедский — друг Коли
- Саркис Амирзян — кавказец
- Олег Бойко — посетитель ресторана

Виктор Евграфов, А. Корнеев, В. Лазарев, Юрий Прохоров, Наталия Селивёрстова, Валерия Устинова.

## Съёмочная группа
- Авторы сценария: Пётр Луцик, Алексей Саморядов
- Режиссёр-постановщик: Александр Хван
- Оператор-постановщик: Анатолий Сусеков
- В фильме звучит музыка из произведений Густава Малера и Петра Ильича Чайковского
- Музыкальное оформление: Александр Хван
- Художник-постановщик: Григорий Широков
- Продюсер: Рустам Мамед Ибрагимбеков
- Звукооператор: Вячеслав Ключников
- Перезапись: Вадим Набатников
- Художник по костюмам: Евгения Червонская
- Художник-гримёр: Екатерина Шепелева
- Монтажёр: Альбина Антипенко
- Директора: Майия Дмитриева, Борис Галкин

## Награды
«Ника-1992»
- Лауреаты в категории «Лучшая работа звукооператора» — Вячеслав Ключников, Владислав Набатников[1]
- Номинация в категориях: лучшая сценарная работа (Пётр Луцик, Алексей Саморядов), лучшая мужская роль (Олег Меньшиков)[2]

Открытый фестиваль кино стран СНГ и Балтии «Киношок»
- 1992 — Приз за лучшую режиссуру — Александр Хван

«Золотой Овен»
- 1993 — Лучший сценарий — Пётр Луцик, Алексей Саморядов

## Технические данные
- цветной
- 140 минут
- 14 частей
- 3807 метров